# Севезо
Севезо (італ. Seveso) — муніципалітет в Італії, у регіоні Ломбардія, провінція Монца і Бріанца.
Севезо розташоване на відстані близько 500 км на північний захід від Рима, 21 км на північ від Мілана, 13 км на північний захід від Монци.
Населення — 23 360 осіб (2014).

## Техногенна аварія
11 липня 1976 року відбулася техногенна катастрофа на заводі швейцарської фірми ICMESA. В результаті аварії в атмосферу вирвалося смертоносне хмара діоксину. При цьому кількість діоксину за оцінками могло вбити 100 мільйонів. Хмара зависла над промисловим передмістям, а потім отрута стала осідати на будинки і сади. У тисяч людей почалися напади нудоти, ослаб зір, розвивалася хвороба очей, при якій контури предметів здавалися розпливчатими і хисткими. Багато років після катастрофи Севезо був містом-привидом. До катастрофи в Севезо мешкало 17 тисяч жителів.

## Демографія
Населення за роками:

Станом на 1 січня 2023 року в муніципалітеті офіційно проживало 2078 іноземців з 84 країн, серед них 351 громадянин країн Євросоюзу та 194 громадяни України.

## Сусідні муніципалітети
- Барлассіна
- Чезано-Мадерно
- Кольяте
- Меда
- Сереньо